# جائحة فيروس كورونا في مقاطعة ناسو (نيويورك) 2020
في 4 مارس 2020 ، تم اكتشاف أول 3 حالات من COVID-19 في المقاطعة. في 15 مارس، قررت ناساو مع سوفولك وويستشستر إغلاق جميع المدارس العامة خلال الأسبوعين المقبلين لوقف انتشار الفيروس.

## خلفية
في 12 يناير 2020، أكدت منظمة الصحة العالمية عن ظهور فيروس كورونا المستجد كسبب للمرض التنفسي الذي أصاب مجموعة من الأشخاص في مدينة ووهان، مقاطعة خوبي، الصين، إذ أُبلغ عنهم إلى منظمة الصحة العالمية في 31 ديسمبر 2019. كانت نسبة الوفيات بين الحالات المُشخصة بكوفيد-19 أقل بكثير من جائحة فيروس سارس في عام 2003، لكن انتقال العدوى كان أكبر، والوفيات أيضًا.